# Отмар Штрідінґер
Отмар Штрідінгер (14 квітня 1991 , Філлах, Каринтія ) — австрійський гірськолижник. Учасник зимових Олімпійських ігор 2014.

## Результати в Кубку світу
Усі результати наведено за даними Міжнародної федерації лижного спорту.

### Підсумкові місця в Кубку світу за роками
| Сезон | Вік | Загальний залік | Слалом | Гігантський слалом | Супергігант | Швидкісний спуск | Гірськолижна комбінація |
| ----- | --- | --------------- | ------ | ------------------ | ----------- | ---------------- | ----------------------- |
| 2013  | 21  | 110             | —      | —                  | —           | 43               | —                       |
| 2014  | 22  | 33              | —      | —                  | 7           | 22               | —                       |
| 2015  | 23  | 37              | —      | —                  | 14          | 24               | —                       |
| 2016  | 24  | 60              | —      | —                  | 37          | 24               | —                       |
| 2017  | 25  | 118             | —      | —                  | 40          | 50               | —                       |
| 2018  | 26  | 109             | —      | —                  | —           | 34               | —                       |
| 2019  | 27  | 43              | —      | —                  | 50          | 11               | —                       |
| 2020  | 28  | 78              | —      | —                  | —           | 23               | —                       |
| 2021  | 29  | 47              | —      | —                  | —           | 7                | —                       |
| 2022  | 30  | 18              | —      | —                  | —           | 8                | —                       |

Станом на 18 грудня 2021

### П'єдестали в окремих заїздах
- 5 п'єдесталів – (4 ШС, 1 СГ); 17 топ-десять

| Сезон | Дата            | Місце проведення      | Дисципліна       | Місце |
| ----- | --------------- | --------------------- | ---------------- | ----- |
| 2014  | 7 грудня 2013   | Бівер Крік (США)      | Супергігант      | 2-ге  |
| 2019  | 25 січня 2019   | Кіцбюель (Австрія)    | Швидкісний спуск | 3-тє  |
| 2019  | 13 березня 2019 | Сольдеу (Андорра)     | Швидкісний спуск | 3-тє  |
| 2021  | 13 грудня 2020  | Валь д'Ізер (Франція) | Швидкісний спуск | 2-ге  |
| 2022  | 18 грудня 2021  | Валь-Гардена (Італія) | Швидкісний спуск | 2-ге  |

## Результати на чемпіонатах світу
Усі результати наведено за даними Міжнародної федерації лижного спорту.
| Рік  | Вік | Слалом | Гігантський слалом | Супергігант | Швидкісний спуск | Гірськолижна комбінація |
| ---- | --- | ------ | ------------------ | ----------- | ---------------- | ----------------------- |
| 2015 | 23  | —      | —                  | 24          | —                | НФ1                     |
| 2017 | 25  | —      | —                  | —           | —                | —                       |
| 2019 | 27  | —      | —                  | —           | 31               | —                       |

## Результати на Олімпійських іграх
Усі результати наведено за даними Міжнародної федерації лижного спорту.
| Рік  | Вік | Слалом | Гігантський слалом | Супергігант | Швидкісний спуск | Гірськолижна комбінація |
| ---- | --- | ------ | ------------------ | ----------- | ---------------- | ----------------------- |
| 2014 | 22  | —      | —                  | 5           | —                | 21                      |